# Елизавета Венгерская (княгиня Великопольская)
Елизавета Венгерская (пол. Elżbieta węgierska, венг. Magyarországi Erzsébet; ок. 1128 — 21 июля 1154) — принцесса из венгерского рода Арпадов, дочь короля Венгрии Белы II, первая жена Великопольского князя Мешко III Старого.

## Биография
Елизавета была старшим ребенком венгерского короля Белы II и Илоны Сербской, дочери великого жупана Рашки Уроша I Вукановича. Это происхождение подтверждается несколькими генеалогическими веб-ресурсами, которые основывались на данных хроник Яна Длугоша; однако современные историки во главе с Освальдом Бальцером опровергли эту теорию на основании хронологических соображений: если дата замужества Елизаветы верна, ей, должно быть, было всего от 8 до 12 лет, возраст, который кажется чрезвычайно юным для невесты, даже по меркам Средневековья. Бальцер предположил, что Елизавета была дочерью принца Альмоша, герцога Хорватии и отца короля Белы II. Недостатком этой гипотезы являются сообщения средневековых хроник (например, Chronicon Polono-Silesiacum), которые твердо утверждалии, что Елизавета была дочерью венгерского короля, титул, который Альмош никогда не использовал, потому что он был всего лишь принцем. Другая теория была предложена Казимиром Ясинским; по его мнению, Елизавета была дочерью короля Иштвана II, кузена Белы II. Хотя источники указывают, что из-за распутного образа жизни у Иштвана II не было выживших детей, по словам Ясинского, эти сообщения относятся к более позднему периоду и не заслуживают доверия; также следует учитывать, что хронисты часто пропускают рождение потомства женского пола.
Между 1136 и 1140 годами Елизавета вышла замуж за принца Мешко, сына польского князя Болеслава III Кривоустого. Брак стал следствием соглашения, заключенного в 1135 году ранее в Мерзебурге. 28 октября 1138 года князь Болеслав III умер; согласно его завещанию Мешко унаследовал Великопольское княжество и стал его первым князем, а Елизавета – княгиней.
Елизавета умерла в 1154 году в возрасте 26 лет.

## Семья и дети
Между 1136 и 1140 годами Елизавета Венгерская вышла замуж за Мешко III Старого, князя великопольского. Дети от этого брака:
- Одон I Великопольский (ок. 1145 — 20.04.1194). Женат (с 1177) на Вышеславе (ок. 1158—1219), дочери Ярослава Осмомысла, князя Галицкого (ок. 1126 — 01.10.1187)).
- Верхуслава-Людмила (ок. 1148—1223). Жена (ок. 1165) герцога Фридриха I Лотарингского (1142—1207).
- Стефан (1150—1166/79)
- Эльжбета (1151/52 — 02.09.1209). 1-й брак (ок. 1173) князь Собеслав II Чешский (1128 — 29.01.1180); 2-й брак (после 1180) маркграф Конрад II Нижне-Лужицкий (ум. 06.05.1210).
- Юдита (ок. 1153 — после 12.12.1201). Жена (ок. 1173) герцога Саксонии Бернхарда III Саксонского (1140 — 09.02.1212).